# Ревень лекарственный
Реве́нь лека́рственный (лат. Rhéum officinále) — вид травянистого растения рода Ревень (Rheum) семейства Гречишные (Polygonaceae).
Латинское родовое название Rheum растение получило от др.-греч. ρεο ae f. — течь, видовое — лат. officinále, is — аптечный, лекарственный от лат. officína ae f. — мастерская, аптека, по употреблению растения, прежнему или современному, в качестве лекарственного средства против той или иной болезни.

## Ботаническое описание
Многолетнее травянистое растение с сильно развитой корневой системой, высотой до 2 м, с хрупким сочным стеблем, кислым на вкус. Стебель прямой, мелкобороздчатый, полый, с мелкими ворсинками.
Листья большие, грубые и сочные, пальчато-лопастные, прикорневые длинночерешковые, стеблевые с раструбами. Лопасти на листьях слабо выделяющиеся, в количестве от 3 до 8, по краю крупные, треугольные зубцы по 3-5 на лопасти.
Соцветие крупное, метельчатое, облиственное, широко ветвящееся, растопыренное из белых, желтоватых и зеленоватых цветков, в зависимости от сорта.
Плоды — трёхгранные орешки, как у тангутского ревня.

## Распространение и экология
Произрастает в Китае по берегам рек, ручьёв, в лесах, на склонах гор. В Культурной флоре районы произрастания вида локализуются Западным Китаем и Восточным Тибетом. Культивируется — Во Флоре СССР сообщается, что китайские ревени (Rheum officinale, Rheum palmatum, Rheum tanguticum) были вывезены в Европу, как лекарственные растения.

## Лекарственное использование
В лекарственных целях используют корневище, которое содержит антрагликозиды и дубильные вещества. Корневище ревеня в свежем виде красного цвета, напоминает вазу, около 60 см в длину. Часто бывает протравлен червями. Обычно его режут на ломтики и подсушивают на горячих камнях. Хороший сухой ревень красно-жёлтого цвета, пятнистый, твёрдой текстуры, он должен скрипеть на зубах, если его жевать.
Ревень известен в Китае со времён пяти императоров (примерно III тысячелетие до нашей эры). В китайской медицине корневища принимают внутрь и наружно. Внутрь как желчегонное, слабительное, возбуждающее аппетит, противовоспалительное; наружно при заболеваниях кожи и витилиго. В Китае ревень лекарственный считается средством, стимулирующим пищеварительный тракт. Рекомендуется при женских заболеваниях, связанных с застоем а области малого таза, например, при нарушении мочеиспускания. Используется также при малярии и лихорадке у детей.
В медицине Азии используют настой, отвар, настойку из ревеня лекарственного.